# SMAP

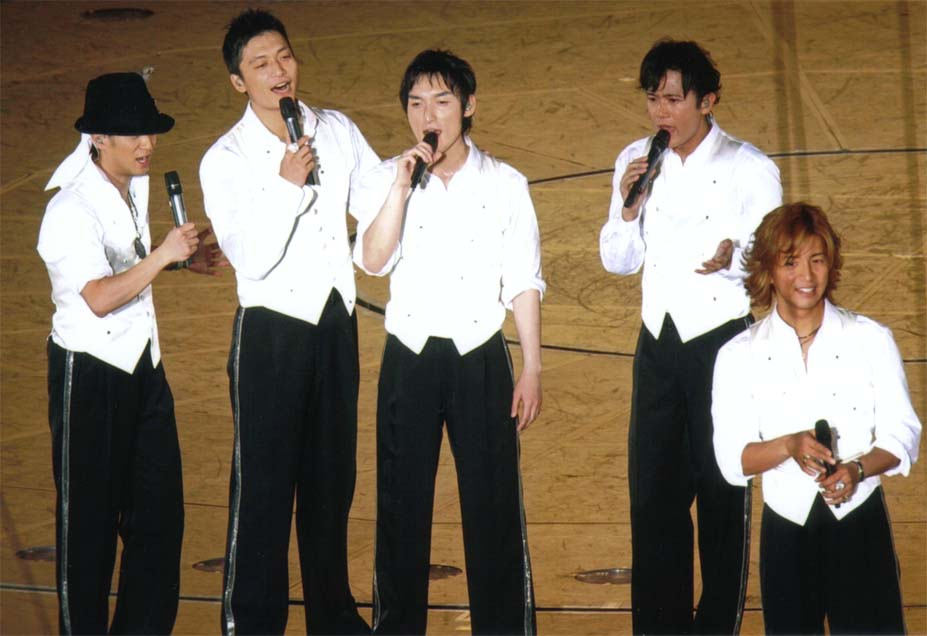
SMAP, 2008.

SMAP var en japansk popgrupp som bildades 1988 och bestod av Masahiro Nakai, Takuya Kimura, Tsuyoshi Kusanagi, Goro Inagaki och Shingo Katori. I början hade SMAP sex medlemmar, men Mori Katsuyuki hoppade av bandet år 1996.
Bandets namn har sitt ursprung i Johnny's favoritlåt "Seventeen's MAP". SMAP har släppt över trettio singlar och två av dem har sålt över en miljon exemplar. SMAP är även populära utanför Japan, exempelvis i Taiwan och Sydkorea.
SMAP är ett av de största banden i Japan hittills. De gjorde sin CD-debut 1991-09-09 med singeln "Can't Stop!! -Loving-"
Eric Clapton har gjort en engelsk version av SMAP:s låt "Tomodachi e ~Say What You Will~" på sitt album Back Home.
SMAP har ett eget TV-program som heter SMAPxSMAP. I SMAPxSMAP gör SMAP-medlemmarna mat åt kändisar från Japan och från andra länder, sjunger, gör sketcher, tävlar m.m.